# خانه طبسی‌ها
خانه طبسی‌ها مربوط به دوره قاجار است و در یزد، خیابان امام خمینی، کوچه ۲۱، روبروی خانه سیگاریها واقع شده و این اثر در تاریخ ۲۸ اسفند ۱۳۸۵ با شمارهٔ ثبت ۱۸۷۵۲ به‌عنوان یکی از آثار ملی ایران به ثبت رسیده‌است.